# Nehe Milner-Skudder
Nehe Milner-Skudder (nacido en Taihape el 15 de diciembre de 1990) es un jugador de rugby neozelandés que actualmente juega de Wing para la selección de rugby de Nueva Zelanda, para el club Hurricanes en el Super Rugby y para Manawatu en la ITM Cup.

## Carrera

### Clubes
Originario de Palmerston North, Milner-Skudder comenzó como jugador de rugby league y fue miembro del equipo con sede en Sídney, Canterbury Bulldogs sub-20 en 2009 y 2010. Se trasladó a Nueva Zelanda para 2011 y se unió al equipo local, Manawatu, debutando durante la ITM Cup de 2011. Rápidamente se estableció como un titular habitual del equipo y aunque una lesión limitó sus apariciones a sólo cinco en la ITM Cup de 2013, fue escogido como miembro del equipo amplio de entrenamiento de los Hurricanes para la temporada de Super Rugby 2014. Una campaña particularmente impresionante en la copa ITM de 2014, en que Manawatu ganó en la división del campeonato, vio que lo incluyeron en el equipo oficial de los Hurricanes para la temporada de Super Rugby 2015.
En fines del año 2018, Nehe firmó con Toulon por tres temporadas.

### Internacional
Milner-Skudder fue llamado para el equipo Māori All Blacks para su gira de finales del año 2014 por Japón.
Fue seleccionado para la absoluta en 2015. Logró dos ensayos para los All Blacks en su primer test contra Australia en Sídney el 8 de agosto de 2015; Milner-Skudder fue, junto con Sonny Bill Williams, uno de los dos anteriores Bulldogs en el equipo de los All Blacks. Más tarde compartió habitción con Williams en Gran Bretaña después de ser seleccionado para el equipo neozelandés en la Copa Mundial de Rugby de 2015.
En el partido contra Namibia, que terminó con victoria neozelandesa 58-14, Milner-Skudder anotó dos ensayos, y fue elegido por los aficionados (a través de Twitter) como "Hombre del partido" (Man of the Match). Anotó dos ensayos en la victoria de su equipo 47-9 sobre Tonga, siendo elegido de nuevo como "Hombre del partido". En el partido de cuartos de final, victoria 13-62 sobre Francia, Nehe Milner-Skudder anotó uno de los nueve ensayos de su equipo, en el minuto 22. En la final de la Copa Mundial, que Nueva Zelanda ganó a Australia 17-34, Nehe Milner-Skudder anotó el primero de los tres ensayos de su equipo. Entrando en la historia del rugby al ser la primera selección que gana el título de campeón en dos ediciones consecutivas.
Milner-Skudder fue una de las revelaciones del torneo siendo el segundo máximo anotador de tries del mundial con seis anotaciones solo por detrás de su compañero Julian Savea. Ha sido escogido "Jugador revelación del año 2015".

### Palmarés y distinciones notables
- Copa del Mundo de Rugby: 2015
- Seleccionado para jugar con los Barbarians en 2015
- Campeón de Super Rugby 2016
- Seleccionado para  jugar con los Barbarians